# Jahir Ocampo
Pour les articles homonymes, voir Ocampo.
Jahir Ocampo Marroquín (né le 12 janvier 1990) est un  plongeur mexicain.

## Carrière
Il est médaillé de bronze du plongeon à 3 mètres synchronisé avec Rommel Pacheco aux Championnats du monde de natation 2013.
Aux Jeux panaméricains de 2015, il est médaillé d'or du plongeon à 3 mètres synchronisé  et médaillé d'argent du plongeon individuel à 3 mètres.